# Affaires de famille
Pour les articles homonymes, voir Affaire de famille.
Affaires de famille (Family Biz) est une série télévisée canadienne en 26 épisodes de 25 minutes créée par James Nadler et diffusée entre le 6 mars 2009 et le 8 décembre 2009 sur YTV.
En France, la série a été diffusée à partir du 24 août 2009 sur France 2 puis rediffusée depuis le 16 juillet 2013 sur NT1.

## Synopsis
Les enfants Keller avaient l'habitude d'avoir la maison pour eux, jusqu'au jour où leur père décide de travailler à la maison et surtout de se réinvestir dans la vie de ses enfants.

## Distribution

### Personnages principaux
- Doug Murray (VF : Xavier Fagnon) : Dave Keller
- Ephraim Ellis (VF : Tony Marot) : Eli Keller
- Kate Corbett (VF : Jessica Monceau) : Avalon Keller
- Rebecca Windheim (VF : Manon Corneille) : Ronnie Keller
- Lori Alter (VF : Olivia Dutron) : Tonia Keller
- John Bregar (VF : Alexandre Nguyen) : Cody La Fleur

### Personnages secondaires
- Brandon Craggs (VF : Hervé Grull) : Dakota Toyota
- Mishael Morgan (VF : Kelly Marot) : Trace Dialo-Romont
- Jojo Glass (VF : Céline Melloul) : Caitlin Lynch-Staunton
- Elliott Larson (VF : Céline Melloul) : Cameron
- Perry Perlmutar (VF : Thierry Kazazian) : Gilles
- Jade Carpenter : Jade

- Version française
  - Société de doublage : Audi'art[1]
  - Direction artistique : Coco Noël[1]
  - Adaptation des dialogues : Nevem Alokpah et François Bercovici[1]

Source VF : Doublage Séries Database

## Épisodes
1. Secouer la boîte (Shake the Box)
2. Limiter la casse (Damage Control)
3. Décentraliser (Outsourcing)
4. Oublier les détails (Don't Sweat the Small Stuff)
5. Il n'y a pas de petit profit (Go With the Flow Chart)
6. Brainstorming (Blamestorming)
7. Traquer les imprévus (High Cost of Management)
8. Négocier en souplesse (Fine Art of Negociation)
9. Casser la tirelire (Liquidity)
10. Gérer la crise (Skunkworks)
11. Se méfier du stagiaire (Out With the Intern)
12. Communiquer c'est un métier (Reel World)
13. L'imagination au pouvoir (Breakaway)
14. Promouvoir son image (Branded)
15. Surveiller les actionnaires (Shareholders Are Revolting)
16. Se méfier des apparences (Focus Pocus)
17. Titre français inconnu (The Consultant)
18. Titre français inconnu (Lockdown)
19. Titre français inconnu (Corporate Karma)
20. Titre français inconnu (Bend the Trend)
21. L'important c'est de participer (Negative Feedback)
22. Vive le Troc (Trading Up)
23. Pile à l'heure (Just in Time)
24. Titre français inconnu (Field Test)
25. Titre français inconnu (Exit Interview)
26. Titre français inconnu (Sell in Depth)